# Повітряна осадка

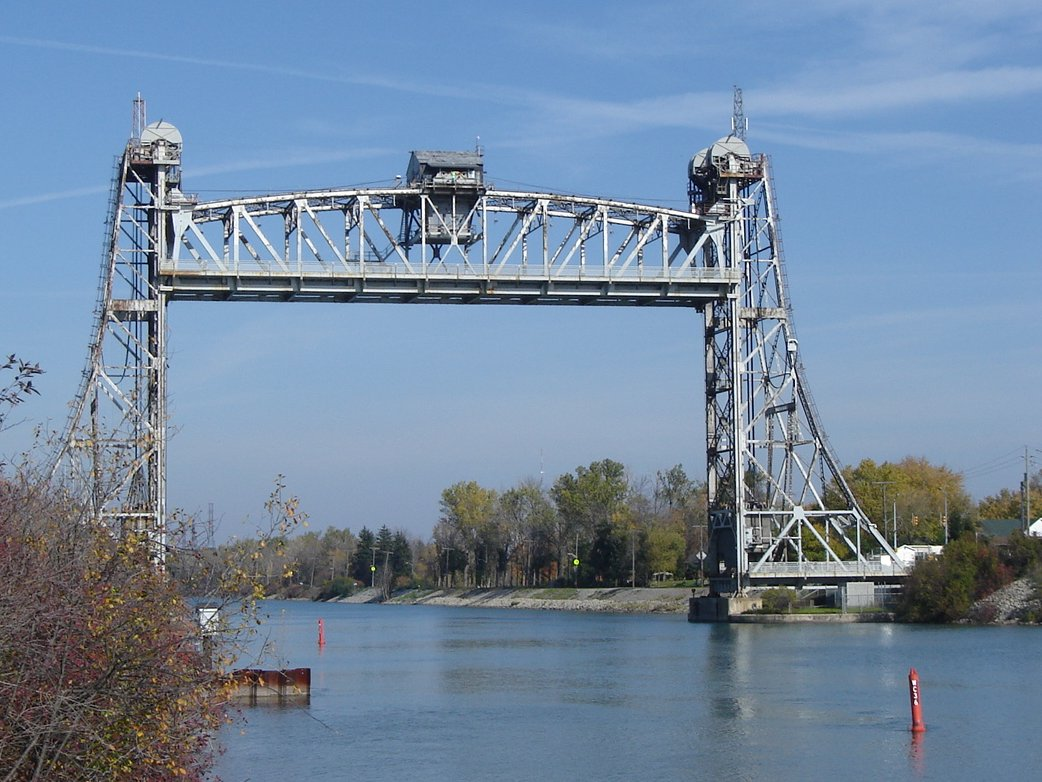
Настил Алланбурзького мосту на каналі Велленд у Канаді зазвичай лежить вище кількох метрів над рівнем води. Коли судно наближається, палуба піднімається, щоб забезпечити достатню повітряну осадку, щоб судно могло пройти. Цей міст потрапив у зіткнення з озерним вантажним судном у 2001 році в результаті зниження прольоту до того, як судно повністю пройшло міст.

Повітряна осадка — відстань від поверхні води до найвищої точки судна. Це схоже на «глибинну осадку» судна, яка вимірюється від поверхні води до найглибшої частини корпусу під поверхнею, але повітряна осадка виражається як висота, а не глибина.

## Кліренс низу
«Кліренс» судна — це відстань, що перевищує осадку, яка дозволяє судну безпечно пройти під мостом або перешкодою, такою як лінії електропередач тощо. «Просвіт мосту внизу» найчастіше позначається на картах, виміряний від поверхні води до нижньої сторони мосту в точці середньої високої води (MHW), менш обмежувальний зазор, ніж середній Вищого повноводдя (MHHW).
У 2014 році Берегова охорона Сполучених Штатів повідомила, що 1,2 % зіткнень, які вона розслідувала в недавньому минулому, були спричинені спробами суден пройти під конструкціями з недостатнім кліренсом.

## Приклади

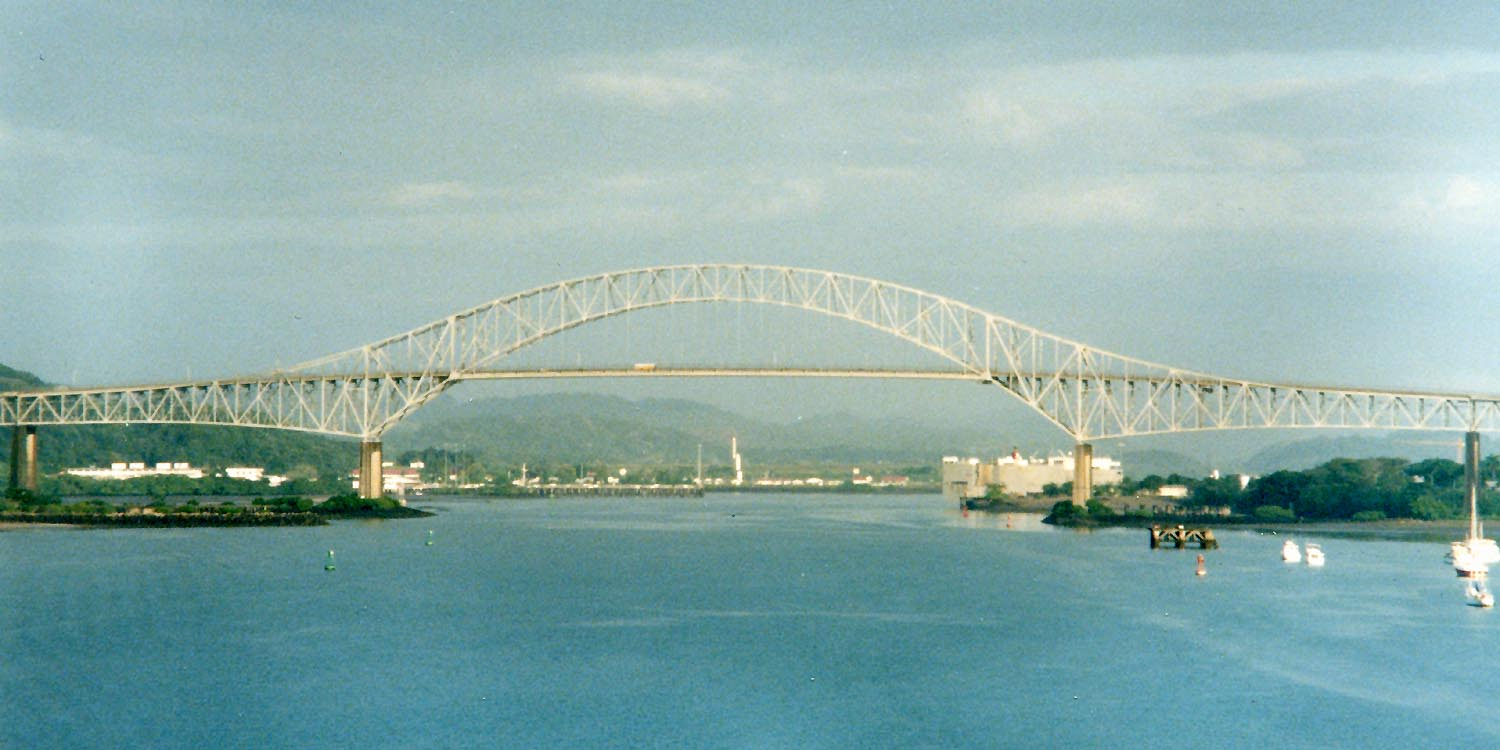
Міст двох Америк

Міст двох Америк у Панамі обмежує, які кораблі можуть перетинати Панамський канал через його висоту 61,3 м над водою. Найбільші у світі круїзні лайнери Oasis of the Seas, Allure of the Seas і Harmony of the Seas підійдуть до нових розширених шлюзів каналу, але вони надто високі, щоб пройти під мостом, навіть під час відливу (два перші кораблі) є 72 метри, але мають воронки, що опускаються, що дозволяє їм пройти 65 метровий міст Великий Бельт у Данії). Нові судна рідко будуються без очищення 65 метрової, висоти, яка вміщує всі, крім найбільших круїзних і контейнерних суден.
Міст через Суецький канал має 70-метровий просвіт над каналом.
Байоннський міст, арочний міст, що з'єднує Нью-Джерсі з Нью-Йорком, реконструювався вартістю 1,7 мільярда доларів, щоб збільшити дорожнє полотно до 66 метрів.